# Stora Herrestads landskommun
Stora Herrestads landskommun var en tidigare kommun i dåvarande Malmöhus län.

## Administrativ historik
Kommunen bildades i Stora Herrestads socken i Herrestads härad i Skåne när 1862 års kommunalförordningar trädde i kraft.
Vid kommunreformen 1952 uppgick kommunen i Herrestads landskommun som uppgick 1971 i Ystads kommun.

## Politik

### Mandatfördelning i Stora Herrestads landskommun 1938-1946
| 15 | 5 |

| 20 |

| 14 | 6 |

| 20 |

| 12 | 8 |

| 19 |